# Peng Wan-Ts
 (avril 2016).
Dans ce nom chinois, le nom de famille, Peng, précède le nom personnel.
Peng Wan-Ts (彭萬墀) né en 1939 dans la province du Sichuan en Chine est un peintre et dessinateur chinois, actif à Paris.

## Biographie
Né au Sichuan en Chine, Peng Wan-Ts s’est formé à Taïwan. En 1963, il est diplômé de la section beaux-arts de l'université normale nationale de Taïwan (République de Chine) et est lauréat du premier prix de peinture.
Il a participé aux Biennales de Paris en 1961, 1969 et 1971 et de São Paulo en 1963. Depuis 1965, il réside et travaille à Paris. Son œuvre a été exposé notamment en Finlande, en Suisse, en Yougoslavie, en Allemagne. Il a été le premier artiste chinois invité à la documenta de Cassel, pour la sixième édition en 1977. Il a été présenté au Staatliche Graphische Sammlung de Munich en 1978. Il a participé à Paris à des expositions  telles que « Tendances de l’art en France 68/78-79-II » à l'ARC-musée d'Art moderne de la ville de Paris en 1979 et « Sur Invitation » au musée des Arts décoratifs de Paris en 1984. Des expositions particulières ont été consacrées à son travail à Paris dans les galeries Jacques Kerchache, Karl Flinker, Pierre Brullé. Son travail a été exposé également en Australie, en Corée du Sud, à Hong-Kong et à Taïwan. Il a été également présenté au musée des Beaux-Arts de Lille en 1979, au musée d’Abbeville en 1994, au musée d'Art moderne et d'Art contemporain de Liège en 2000, au musée des Beaux-Arts de Tourcoing en 2002. Une exposition personnelle intitulée « Regards » lui est consacrée en 2019-2020 au Musée d'Art moderne de Paris. Son tableau Le Banquet, auquel il a travaillé 25 ans de 1981 à 2006, a fait l'objet d'une donation au Musée d'Art moderne de Paris. Depuis 2022, le musée des Beaux-Arts de Dole expose deux de ses peintures, Mère et enfant ou La Patrie (1972) et Regardez-moi (N°33) ou La Voiture noire(1969). Son triptyque Métamorphoses (1976) est présenté dans le cadre de l'exposition « Les Choses. Une histoire de la nature morte », dans l'espace nommé « Choses humaines », au musée du Louvre, Paris, Hall Napoléon, en 2022-2023. 

## Œuvre
Son œuvre témoigne d’une rencontre singulière, réflexive et synthétique de la culture chinoise et occidentale centrée sur une approche nouvelle de la représentation de la figure humaine, qui a pris une place particulièrement importante dans l’art chinois contemporain et dont il pourrait être considéré comme le précurseur, selon Philippe Dagen.
Cet intérêt pour l’humain est étroitement lié à sa découverte de l’art occidental, comme le rappela Richard Crevier : « À 15 ans, à Formose, loin de sa province natale de Suchuan, il voit pour la première fois un fragment de l’art occidental. L’image qui le traumatise profondément est une reproduction de La Création, de Michel-Ange, où la main humanisée de Dieu tend le doigt dans l’éternité. Dans cette expérience étrangère à l’esprit chinois surgit pour lui la possibilité de donner à l’absolu la forme et le contenu du corps. […] Plus tard, en Europe, Peng découvrira Le Christ de Mantegna, mais surtout, à Colmar, le Retable de Grünewald. Grünewald marque le lieu d’une rupture dans la représentation du corps tragique, dont il faut souligner qu’elle est totalement ignorée de la tradition chinoise. »
Le Matin de Paris dans un article intitulé « Aux limites de l’humain » du 28 avril 1977 avait déclaré à propos de l’approche tragique du corps humain par Peng : « À ce contenu dramatique, Peng Wan-Ts donne une forme dont la qualité esthétique reste l’attrait principal. […] Et l’on retient dans son œuvre une influence de la culture occidentale […]. Sa culture picturale puise ses références dans deux civilisations bien différentes, ce qui nous vaut cette impression de familiarité mêlée d’étrangeté qui se dégage de ses peintures et de ses dessins. […] dans le cadre d’une recherche complexe qui tente d’assimiler deux formes de pensées et d’expression différentes sans être antagonistes. D’où une œuvre extrêmement culturalisée qui se place dans un espace délimité par des caractéristiques empruntées aux cultures orientales et occidentales./ Peng Wan-Ts produit un travail où l’artiste tire sa force d’une maîtrise remarquable de la technique ». La qualité plastique de ses œuvres a été maintes fois soulignée par la critique.
L'assimilation de deux ordres de pensée, de deux visions du monde ainsi que les recherches de l’art moderne et contemporain ont nourri son travail, qui privilégie un questionnement sur l’homme (nouveau-né, mère et enfant, famille, figures du pouvoir, massacres, malades, folie, rapport de l’homme à la machine, corps/objet…). Il en explore la condition tragique, le lien à l’histoire individuelle et collective, dans une approche intériorisée. Sans jamais avoir recours à l’étude d’après nature, ses réalisations relèvent davantage de visions intérieures et de réminiscences qui se signalent par une recherche de précision et de concentration des formes et des couleurs, visant à atteindre une expression intense et évocatoire.
On peut lire dans un article intitulé « Loin des pics enneigés et des vols de grues », paru dans Libération du 29 avril 1977 : « On touche ici à la confluence de deux univers : si l’art de Peng est dans sa forme vivement actuel et même visionnaire, il conserve aussi un aspect spécifiquement chinois dans sa prédilection pour l’économie extrême des moyens, pour la parcimonie dans le trait, où ce qui nous est proposé ne dépasse pas l’incitation discrète à interpréter, à extrapoler : à la façon d’une allusion linéaire, et pourrait-on dire, littéraire ». Gérard Audinet a analysé comment une subtile synthèse formelle s’opère dans les dessins, notamment de corps : « Fort de son regard sur le dessin anatomique de la tradition occidentale, Peng y apporte sa science, toute chinoise, du souffle et du signe, et s’accomplit dans un trait vibratile, plein de l’expressivité du calligraphe, qui se trace dans les respirations de la feuille, ces brumes de papiers. » Le rapport des formes à l’espace, où le vide joue souvent un rôle important, introduit avec subtilité une résonance métaphysique.
La dimension ontologique et philosophique du travail de Peng a été relevée par Richard Crevier qui écrivit en 1982 que : « Peng n’est pas un artiste morbide, pessimiste ou pervers, ni  un dilettante du déplacement, ni un esthète de “l’inquiétante étrangeté”. Le chaos qu’il fait affleurer à la vision est ontologique, il n’est pas psychologique ou éthique. Il essaie de saisir dans le vide le désordre fondamental, l’altération inséparable de la vie et présente en l’homme, il essaie de représenter l’irreprésentable en soi et perçoit, hors des évidences de la réalité, la Mort qui leur donne en retour leur beauté définitive dans l’éphémère, cruelle mais juste. […] Le corps, m’a-t-il dit, n’est pas important. C’est une limite, un passage, l’homme doit y passer et pour cette raison c’est une créature souffrante. Peng pense que les visages et les corps à la manière d’enveloppes de cuir ou de caoutchouc contiennent et étouffent à la fois une étincelle d’éternité ou d’immortalité qu’il appelle le “cœur”. Dans la tradition chinoise, la bouddhiste en particulier, l’accent est mis sur cette intériorité grâce à laquelle le Corps s’inscrit sans tragédie dans le paysage. Les Chinois, remarque Peng influencé lui-même par le Taoïsme, ne se sont pas assez souciés du corps souffrant qui n’est pas important, de cette non-importance même. La peinture occidentale, imprégnée d’humanisme, la lui a révélée. […] Peng est un maître dans l’art de la médiation historique et picturale et par là son art est aussi philosophique. » Jean-Pierre Sicre a aussi été sensible à cette dimension humaniste dans le travail de Peng : « […] Peng Wan-Ts, ennemi de tout compromis rassurant, ne parvient guère à voir l’homme que comme acteur du grand avilissement ou comme victime d’un interminable supplice. C’est dans ce second registre qu’il s’adresse à nous ici, sans souci de nous ménager. Comme s’il lui fallait creuser sans fin la blessure centrale qui nous fait être, pour atteindre à ce dépouillement de tout où la lucidité extrême, cruelle presque, rejoint son exact contraire : l’extrême compassion. »
Certaines de ses œuvres sont conservées au Fonds national d'art contemporain et au musée d'Art moderne de Paris.

#### Monographie
- Richard Crevier, Jacques Dars, Gérard Audinet, Bernard Sordet et Chang Ming Peng, Peng Wan Ts : peintures, dessins, écrits, Milan, 5 continents, 2007, 320 p. (ISBN 978-88-7439-379-4 et 88-7439-379-2, lire en ligne).
- Chen Ying-teh (陳英德), Regarder l'homme, peindre l'homme: Peng Wan Ts, (看人 畫人 彭萬墀), publications du National Taiwan Museum of Fine arts en collaboration avec Artist Magazine, novembre 2020, 160 p.

#### Catalogue d’exposition personnelle
- Peng Wan Ts : dessins, peintures, préface de Richard Crevier « Transsubstantiations », Paris, Galerie Karl Flinker, 1977.
- Peng Wan Ts, préface par Richard Crevier, catalogue d’exposition, Paris, Galerie Karl Flinker, 1982.
- Peng Wan Ts : dessins, préface de Gérard Audinet, Musée Boucher de Perthes, 21/02-27/03/1994, Abbeville, 1994 « Peng Wan-ts », sur www.centrepompidou.fr (consulté le 29 avril 2016).
- Peng Wan Ts. Regards, textes de Fabrice Hergott, François Michaud, Gérard Audinet, Christian Derouet, Chang Ming Peng, Milan, Editions 5 Continents, 2019, 88 p.

#### Catalogue d’expositions de groupe et autres ouvrages
- Deuxième Biennale de Paris : manifestation biennale et internationale des jeunes artistes du 29/09 au 4/11 1961, Musée d’art moderne de la Ville de Paris, Paris, Les Presses artistiques, 1961
- Sixième Biennale de Paris : manifestation biennale et internationale des jeunes artistes, du 2/10 au 2/11 1969, Paris, Musée d’art moderne de la Ville de Paris, 1969.
- Septième Biennale de Paris, 24/09-01/11/1971, Parc floral de Paris, Bois de Vincennes, catalogue d’exposition, 1971.
- ARS 74, Museum Ateneum, 15/02-31/03/1974, Helsinki, 1974.
- Internationale de dessins, Rijeka, Yougoslavie, 1976.
- documenta 6, Cassel, 1977   (ISBN 3-920453-00-X) [lire en ligne]
- Tendances de l’art en France 1968-1978/9 (2), Partis-pris de Gérald Gassiot-Talabot, 26/10-05/12/1979, ARC Paris, musée d'Art moderne de Paris, 1979.
- Les uns par les autres, 25/10-17/12/1979, Palais des Beaux-Arts de Lille, 1979
- The Chinese Response. Paintings by Leading Overseas Artists, Hong Kong Museum of Art, 03/04-30/05/1982, Hong Kong, 1982.
- Sur invitation, musée des arts décoratifs de Paris, 06/06-17/09/1984, Paris, 1984.
- Rue du Bac, rue de Tournon, Karl Flinker, exposition en hommage à Karl Flinker, XXXVIIe Salon de Montrouge, 13/05-15/06/1992, Montrouge, 1992.
- 3e Salon du dessin de collection, 3-8 mars 1993, Paris, Grand Palais, 1993.
- Continental Shift. Un voyage entre les cultures, 21/05-10/09/2000, Ludwig Forum Aachen, Bonnefantenmuseum Maastricht, Stadsgalerij Heerlen, Musée d’art moderne de Liège, catalogue d’exposition, 2000.
- La Cité internationale des arts : une histoire partagée, catalogue d’exposition (10/09-03/10/2008), Paris, 2008, p.38-39.
- Chang Ming Peng, « L’approche du corps dans l’art chinois en regard de l’Occident », dans le catalogue de l’exposition Le Corps-image au XXe siècle, organisée par le Musée des Beaux-Arts de Lyon à partir des collections des musées de Rhône-Alpes, au Musée des Beaux-Arts de Shanghai au mois de mai 2010, dans le cadre de l’Exposition Universelle de Shanghai, Lyon, éditions Fage, mai 2010, édition trilingue (français, chinois, anglais), p.16-27 (version française) et dans un livret tiré à part (versions chinoise et anglaise, p.17-25 et p.40-47). Réédition du catalogue en décembre 2010 aux éditions Fage.
- Chang Ming Peng, « L’apprentissage artistique des peintres chinois à Paris : modalités et enjeux » dans le catalogue d’exposition Artistes chinois à Paris, Musée Cernuschi, 9 septembre-31 décembre 2011, Paris, Paris-Musées, 2011, p.20-26.
- Chang Ming Peng, « Questions de réception et résonances artistiques entre la Chine et l’Occident du XVIIe au XXe siècle : une approche croisée à partir de quelques exemples en peinture », actes du colloque international consacré aux Transferts artistiques entre Orient et Occident du 17e au 21e, collection « Rencontres Orient-Occident », Louvain-la-Neuve, éditions Academia-Lharmattan, 2014, p.31-49.
- Chang Ming Peng, « La hiérarchisation des arts en Chine en regard des classifications occidentales », dans un ouvrage collectif, A perte de vue. Les nouveaux paradigmes du visuel, Les Presses du réel, 2015, p. 135-150.
- Fabrice Hergott (dir.), Musée d'Art moderne de Paris - Collections, Paris, éditions Paris Musées, 2019, p.281.
- Chang Ming Peng, "Le langage métaphysique du visible dans la création artistique en Chine et en Occident", dans L'art contemporain: engagement ou désengagement?, études réunies par Jin Siyan et Peng Chang Ming, Paris, Nuvis, 2020, p.93-126.
- Renaud Faroux, "Peng Wan Ts (1939) La tentation de l'effroi", dans Renaud Faroux/ Michel Lunardelli, "Le Pop Art en Europe: de Valerio Adami à Christian Zeimert", Paris, Mare & Martin, 2021, p.376-389.
- Laurence Bertrand Dorléac, "Peng Wan Ts, Métamorphoses", dans Laurence Bertrand Dorléac (dir.) "Les Choses. Une histoire de la nature morte", catalogue d'exposition, Musée du Louvre, Hall Napoléon, 12 octobre 2022-23 janvier 2023, Paris, Editions du Musée du Louvre/ Liénart, 2022, p. 208-209 et Peng Wan Ts, "Poupée", p.405 du catalogue.

- Articles / Revues :
- Geneviève Brerette, « D’une exposition à l’autre : Peng Wan Ts », Le Monde, 13 décembre 1972, article signé G.B.
- Georges Boudaille, « Les nouvelles cités d’artistes (IV) », Les Lettres françaises, n°1423 du 16 au 22 février 1972.
- « L’art richissime », Les nouvelles littéraires, n°2359-50e, du 11 au 17/12/1972.
- Art international, volume XVII/2, February 1973, p.26.
- Michel Conil Lacoste, « Réalistes européens », Le Monde, 4-5 février 1973, p.19.
- « Karl Flinker », Opus international, N°44195, juin 1973, reproduction de Sommeil glacé.
- William Feaver, « Ars 74/Helsinki », Art international, XVIII/5, May 1974, p.38.
- « Loin des pics enneigés et des vols de grues », Libération, 29/04/1977.
- « Aux limites de l’humain », Le Matin de Paris, 28/04/1977.
- Philippe Legrand, « Les froides souffrances de Peng Wan-Ts », Rouge, 05/05/1977.
- Christian Schlatter, « Peng Wan-Ts et le Phoenix rouge », Info artitudes, n°18, mai 1977.
- F.S., « Un talent insidieux : Peng Wan-Ts », Esprit, juillet 1977.
- « La réalité atomisée », Galerie. Jardin des arts, juin 1977.
- M.-Cl. V., « Peng Wan-Ts », Nouvelles Littéraires, 05/05/1977.
- Article portant sur la Documenta 6, Art international, vol.XXI/5, octobre-novembre 1977.
- Page sur Documenta 6, Opus international, automne 1977, n°64.
- Richard Crevier, « Peng Wan Ts », Cimaise, N°158, 29e année, mai-juin 1982,p.29-40.
- « Interviews d’artistes chinois résidant outre-mer, 3e volet : entretien avec Peng Wan-ts », Artist, janvier 1978,p.69-78.
- Jean-Marie Dunoyer, « Rêveries du repos et de la violence », Le Monde, 4 avril 1982.
- « Peng Wan Ts », Le Monde, 2 février 1982.
- « Le dessin-roi », Le Figaro, 26 février 1982.
- « Peng Wan Ts », Le Monde, 4 mars 1982.
- « Peng Wan Ts », Le Monde, 11 mars 1982.
- « Peng Wan Ts », Art Press, mars 1982.
- « Peng Wan Ts », Arts, 5 mars 1982.
- « Peng Wan Ts », Le Nouvel Observateur, 6 mars 1982.
- « Peng Wan Ts », Le Nouvel Observateur, 13 mars 1982.
- « Peng Wan Ts », Le Quotidien du médecin, 18 mars 1982.
- « Le crayon scalpel de Peng-wan-ts », Connaissance des arts, mars 1982.
- Le Figaro, 24/02/1982.
- Jeanine Warnod, « Le dessin-roi », Le Figaro, 26 février 1982.
- L’Aurore, 24/02/1982.
- Jean-Jacques Lévêque, « La lumière du désastre », Nouveau Journal, 27 février 1982.
- Jean-Jacques Lévêque, « Les arts : Ateliers et galeries», La Nouvelle Revue Française, 1er septembre 1977, p. 159.
- Xiane Germain, « Transmitting Memories », Passion, 4 mars 1982.
- Interview de Peng Wan Ts paru dans Hsiung Shih art monthly, 6, 1er mai 1985, p.44-49.
- « Artistes chinois résidant à Paris, interviews de Zao Wou-Ki, Chu Teh-Chun, Peng Wan Ts : un art, deux visions », Yuan jian (Regard lointain), 1er août 1986, p.116-124.
- « Dessins sans voile », Musée Boucher de Perthes, 1994.
- « Musée Boucher de Perthes : Le corps sous toutes ses coutures », Abbeville Libre, 03/03/1994.
- « Le corps et la poussière », Le Courrier picard, 16 mars 1994
- « Coup d’œil », Le Courrier picard, 14 mars 1994.
- F.W., « Deux expositions pour les vacances », Le Courrier picard, 28 février 1994.
- Jean-Pierre Sicre, « Peng Wan-Ts », présentation avec un choix de dessins paru dans Caravanes, N°8, Editions Phébus, 2003, p. 383-395.
- Ludovic Duhamel, « Du visible et de l’invisible…Peng », Miroir de l’art : les mille facettes de l’Art d’aujourd’hui, n°5 printemps 2005, Le Touquet, Auréoline Editions, p.20-25.
- Philippe Dagen, « Études anatomiques par Peng Wan Ts », Le Monde, 16 juin 2007, p.30.
- Lydia Harembourg, « Peng Wan Ts retour », Gazette de l’Hôtel Drouot, n°24, 15 juin 2007, p.317.
- Philippe Dagen, "Peng Wan Ts, un ermite à Paris. Rencontre, dans son atelier parisien avec le peintre d'origine chinoise exposé au Musée d'art moderne de la ville de Paris", Le Monde, mardi 29 octobre 2019, p.21.
- "Fabrice Hergott des pas de côté", interview par Richard Leydier, Art Press, novembre 2019, p.25-29.
- Yu Hsiaohwei (余小蕙), "Peng Wan Ts. The Postwar Chinese Artists" (從具象到抽象再到新具象 彭萬墀 Peng Wan-ts 一位從容的黑夜狩獵者: De la figuration à l'abstraction puis à la nouvelle figuration: Peng Wan Ts, un chasseur serein dans la nuit"), interview publié dans Cans Asia Art News, n°190, novembre 2020, p.36-55.
- Chang Ming Peng, "L'usage pictural et esthétique de la nuit dans la peinture chinoise et occidentale: une approche comparée à partir de quelques exemples", publication en ligne dans la revue Art Asie-Sorbonne du CREOPS, numéro consacré à "La nuit en Asie", https://124revue.hypotheses.org/6352 15/06/2021.
- Philippe Dagen, "Les objets s'animent au Louvre", "Le Monde", 13 octobre 2022, p.22.
- Dictionnaire :
- E. Bénézit, Dictionnaire critique et documentaire des peintres, sculpteurs et graveurs, Paris Gründ, 1976 et rééditions suivantes.

##### Plaquettes
- Ankäufe 1974-1978, exposition au Staatliche Graphische Sammlung München, 29 septembre-12 novembre 1978, reproduction du dessin en fig. 9 « Le sommeil glacé », cat. 49.
- Michèle Demoulin, Dessins contemporains, sans lieu, sans éditeur, 1980.
- Yang Wen-i, « Les artistes chinois en Europe depuis la seconde guerre mondiale/Liège », dans Guide de l’exposition Continental Shift. Un voyage entre les cultures, 21 mai-10 septembre 2000, Ludwig Forum Aachen, Bonnefantenmuseum Maastricht, Stadsgalerij Heerlen, Musée d’art moderne de Liège, catalogue d’exposition, 2000, p.73.
- Célébration d’Harold Pinter, mis en scène par Roger Planchon au Théâtre du Rond-Point à Paris (30 mars-30 avril 2005), présentation de Peng Wan Ts dans une plaquette indiquant que « La décoration de la salle du restaurant a été inspirée par un très beau dessin de Peng WanTs, remarquable peintre qui vit à Paris […] ». La décoration de la salle a été réalisée par Ezio Frigerio.